# Jegunovce
Jagunovce (macedónul Јагуновце) az azonos nevű község székhelye Észak-Macedóniában.

## Népesség
Jagunovcenek 2002-ben 846 lakosa volt, melyből 804 macedón, 21 cigány, 13 szerb, 8 egyéb.
Jagunovce községnek 2002-ben 10 790 lakosa volt, melyből 5 963 macedón (55,3%), 4 642 albán (43%), 109 szerb, 76 egyéb.

## A községhez tartozó települések
- Jagunovce
- Beloviste (Jegunovce),
- Vratnica,
- Zsilce,
- Jazsince (Jegunovce),
- Jancsiste,
- Kopance,
- Orasje (Jegunovce),
- Podbregye,
- Prelyubiste,
- Raotince,
- Rataje (Jegunovce),
- Rogacsevo,
- Sziricsino,
- Sztaro Szelo (Jagunovce),
- Tudence,
- Semsevo.